# سليمان العسعوسي
سليمان العسعوسي (1953 -)، ممثل وإعلامي ومهندس كويتي ، شارك ممثلا في عدة أعمال منها مسرحية (طماشة)، ومسلسل زوجة بالكمبيوتر.

## عن حياته
ولد سليمان عبدالرزاق العسعوسي في مدينة الكويت من عام 1953 ، وقد بدأ حياته رياضيا ولاعبا لكرة السلة والطائرة في نادي القادسية في عام 1963 ، ثم بعد تخرجه من الثانوية والتحاقه بالجامعة بدأ حياته الفنية في التمثيل وواصل مسيرته متنقلا ما بين التمثيل المسرحي والتلفزيوني مرورا بتقديمه برامج إذاعه وتلفزيون الكويت ، ومن ثم الاعداد حتي أصبح مراسل لمجموعة إم بي سي في فترة قصيرة ، كما مارس التاليف والشعر الغنائى والتلحين ، الي ان إبتعد فترة عن الفن وتفرغ للوظائف الحكومية وعين مدير عام للعديد من مرافق شركة المشروعات السياحيه الكويتية.

## مؤهلاته وسيرته
- حاصل على دكتوراه في الهندسة الميكانيكية من الولايات المتحدة الامريكية.
- عمل مهندس مكامن بترولية بشركة نفط الكويت.
- عمل مدير التشغيل والعمليات في مدينة الكويت الترفيهية التابعة لشركة المشروعات السياحيه الكويتية.
- لاعب نادي القادسية ومنتخب الكويت في كرة السلة وكرة الطائرة.

## أعماله الفنية
- 1981 : مسرحية طماشة (مسرح الناس).
- 1982 : مسرحية الحلاق (مسرح الخليج العربي).
- 1983 : مسرحية يا معيريس (مسرح الخليج العربي).
- 1983 : مسرحية دفاشة (عبدالعزيز الحداد).
- 1984 : مسرحية فدوة لج (مؤسسة الأمل).
- 1990 : الكاشي ماشي.
- 1990 : ليش.
- 1990 : مخلط 90 (مسلسل) .

## أعمال اخري
- رحلة الي المجهول - سهرة تلفزيونية.
- قام بتلحين اغاني مسرحية طماشة.
- شارك بالتمثيل في مسلسل زوجة بالكمبيوتر.
- قام بتاليف مسلسل إنتقام عزيز.
- قام بإعداد وتقديم العديد من البرامج الاذاعية والتلفزيونية.
- الليلة 3 - برنامج ضيف.